# ريتشارد صموئيل
ريتشارد صموئيل (بالفرنسية: Richard Samuel)‏ هو مسؤول فرنسي، ولد في 20 يناير 1952 في بوانت-آه-بيتر في فرنسا.